# Karl av Berry (1686–1714)
Karl av Frankrike, hertig av Berry, född 31 juli 1686 på slottet i Versailles, död 5 maj 1714 på slottet i Versailles, var en fransk prins och hertig av Berry, tredje son till kronprins Ludvig av Frankrike och Maria Anna Victoria av Bayern. Han gifte sig 1710 med sin halvkusin Marie Louise Élisabeth av Orléans, men avled barnlös. 
Berry var mellan 1700 och 1707 arvtagare till Spaniens tron, men avsade sig dessa rättigheter 1712. Hans rättigheter till den franska tronen kom efter hans äldste bror Ludvig och dennes söner, men han blev vid broderns död 1712 farbror till tronföljaren, den blivande Ludvig XV, och därmed blivande regent under dennes omyndighet. Berry avled av invärtes skador efter en jaktolycka.

## Barn
- Dödfödd dotter 21 juli 1711
- Charles, född 26 mars 1713, död 16 april 1713
- Marie Louise Élisabeth, född 16 juni 1714, död 17 juni 1714